# فريدريك اولسن
فريدريك اولسن (بالنرويجية البوكمول: Fred. Olsen)‏ هو شخصية أعمال نرويجي، ولد في 1929.